# Heiligen Mühle (Erfurt)

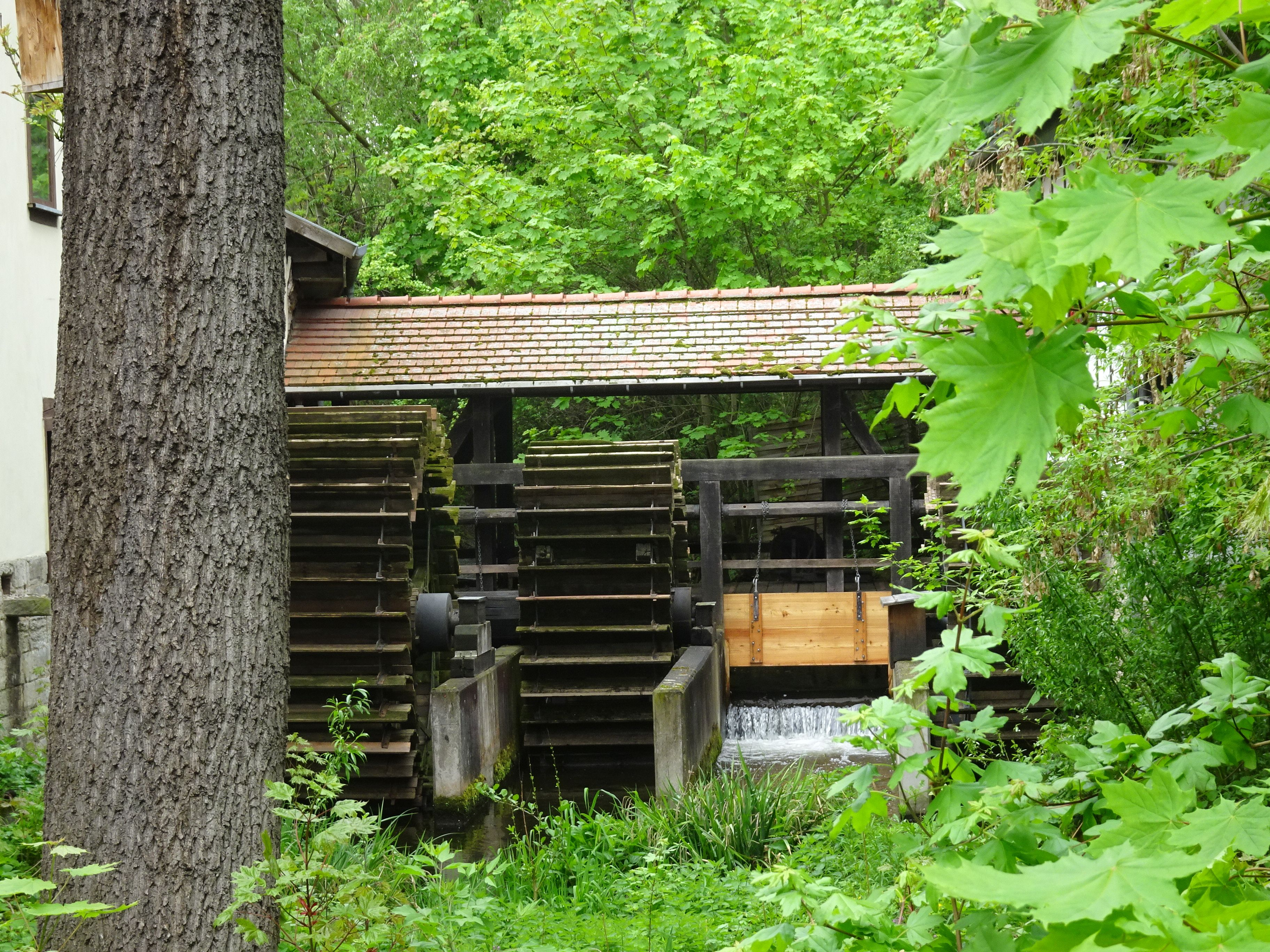
Unterschlächtige Wasserräder der Heiligen Mühle

Die Heiligen Mühle ist eine historische Mühle im heutigen Erfurter Stadtteil Ilversgehofen.

## Geschichte
Seit dem Mittelalter befanden sich in Erfurt und Umgebung viele Mühlenbetriebe an den natürlichen oder künstlichen Armen des Flusses Gera. Die Heiligenmühle war der Abschluss in der langen Mühlenkette, die vom Süden der Stadt (bei Dreienbrunnen) nach Ilversgehofen (im Norden) führte. Die Aufsicht über die Mühlenbetriebe lag beim städtischen Wasseramt, das für alle Mühlen zuständig war. Erste Erwähnungen fanden die Erfurter Mühlen im 13. Jahrhundert.
Der Name ist abgeleitet von ihrem Besitzer Caspar Heiling aus dem frühen 16. Jahrhundert. Seit dem frühen 17. Jahrhundert wurde die Mühle zum Schleifen von Papier verwendet. Über mehrere Generationen hinweg war die Mühle im Besitz der Familie Becker. Johann Andreas Becker wurde bekannt durch seine Schrift Entwurff und Beschreibung der Papiermacherey aus dem Jahr 1740.
Während der Zeit der napoleonischen Besatzung wurde die Mühle komplett zerstört und nur drei Jahre später (1816) wieder aufgebaut. Von nun an wurde sie zur Herstellung von Öl und geschälter Gerste verwendet. Als Johann Andreas Naue (1812–1882) die Mühle 1839 erwarb, baute er das Innere um und legte den Grundstein für eine moderne Nutzung bis in die 1950er Jahre. Sein Nachfolger Albert Naue (1847–1937) verfasste eine umfangreiche Chronik der Erfurter Mühlen, die er dem Stadtarchiv widmete und schenkte. Seit Ende des 20. Jahrhunderts wird die Mühle als Veranstaltungsort sowie Technik- und Heimatmuseum genutzt.